# Иван Крилов
Иван Крилов е руски поет и баснописец. Бил е сътрудник на Императорската публична библиотека, член на Руската Императорска академия, академик на Императорската научна академия в отделението за руски език и словесност.
Автор е на повече от 200 детски басни. В първата половина на 19 век те излизат в 9 части и са разпродадени в много големи тиражи. Сюжетите на някои от тях наподобяват на басните на Езоп и Лафонтен, въпреки че има и много оригинални.

## Биография

### Младост
Роден е на 13 февруари 1769 в Москва. От баща си се научава на грамотност и залюбва четенето. През 1777 става подканцеларист в Калязин, а по-късно и в Твер. През 1782 г. заедно с майка си се премества в Санкт Петербург. Крилов се уволнява от магистрата с чин „канцеларист“ и постъпва в Петербургската държавна камера. През 1784 г. Крилов написва операта „Кофейница“, получавайки за нея хонорар от 60 рубли, но тя така и не бива напечатана. Тя е издадена чак през 1868 г. През 1785 г. поетът написва трагедията „Клеопатра“ и я отнася за оценка при актьора Иван Димитревский, но Димитревский не я одобрява. Въпреки това Крилов продължава да твори и написа още няколко комедии и трагедии. В държавната камера той получава много малко пари – по 80-90 рубли и скоро се премества да работи в Императорския кабинет.

### Публикации в списания
От 1789 до 1790 г. е главен редактор на сатирическото списание „Почта духов“, което се издава всеки месец. В него Крилов осмива недостатъците на тогавашното руско общество по заобиколен начин, пишейки за приключенията на гномовете и вълшебника Маликулмулк. Творбите му не са харесани от властта и императрицата предлага на Крилов да замине в чужбина за няколко години на държавни разноски, но творецът отказва. От януари 1792 г. започва да издава списание „Зритель“, което е политематично, но отново е наблегнато на сатирата, особено в статиите на редактора. През 1793 името на списанието е сменено на „Санкт-Петербургский Меркурий“ с главни редактори Иван Крилов и Александър Клушин. В изданията на „Меркурии“ са поместени 2 сатирически пиеси на Крилов – „Похвальная речь науке убивать время“ и „Похвальная речь Ермолафиду, говоренная в собрании молодых писателей“. В последното той остро критикува Николай Карамзин. Списание „Меркурий“ просъществува само година и не добива особен успех.
В края на 1793 г. Крилов напуска Петербург. През 1797 г. става учител на децата на княз Сергей Голицин в имението му „Зубриловка“. В дома на Голицин Крилов написва трагикомедията „Триумф“, която е отпечатана чак през 1871 г. През 1801 г. Голицин става генерал-губернатор на Рига и Крилов става негов секретар. Тогава Крилов написва и пиесата „Пирог“, която е играна веднъж в Петербург.

### Басни
През 1805 г. Крилов показва на Иван Дмитриев преводите си на 2 от басните на Лафонтен. Тогава Дмитриев го убеждава, че басните са неговото призвание. През 1806 г. напечатва 3 басни, а 3 негови пиеси се играят с голям успех на сцената. Това са „Модная лавка“ и „Урок дочкам“. Творбите на Крилов осмиват пристрастието на руския народ към всичко френско. Третата пиеса, „Илья Богатырь, волшебная опера“ е написана по поръчка на Александър Наришкин, директорът на театрите.